# Paracardiococcus actinodaphnis
Paracardiococcus actinodaphnis är en insektsart som beskrevs av Takahashi 1935. Paracardiococcus actinodaphnis ingår i släktet Paracardiococcus och familjen skålsköldlöss.
Artens utbredningsområde är Taiwan. Inga underarter finns listade i Catalogue of Life.